# Sofie Hamilton
Eva Signe Sofie Hamilton, född 15 februari 1987 i Täby, är en svensk skådespelare.
Sofie Hamilton fick som tioåring en roll i musikalen Kristina från Duvemåla. Det ledde senare till ytterligare en roll i musikalen Annie. Sedan 2001 har hon medverkat i kortfilmer och miniserier som visats i SVT. 2010 gjorde hon biofilmdebut i långfilmen I rymden finns inga känslor.

## Filmografi
- 2001 – Spökafton (TV-serie)
- 2002 – Det brinner! (TV-serie)[2]
- 2008 – Mellan 11 och 12 (kortfilm)
- 2010 – I rymden finns inga känslor (som Frida)
- 2013 – Studentfesten (som Agnes)
- 2015 – Gerilla (Mamma på fest)
- 2016 – Syrror (TV-serie) (som Linda, 1 avsnitt 2016)
- 2016 – Voltron – Den legendariska beskyddaren (TV-serie) (röst som Pidge)
- 2017 – The Square (Robber)
- 2017 – Jordskott II (som fröken Jenny, 1 avsnitt 2017)
- 2017 – Drakryttarna (TV-serie) (röst som Atali)
- 2023 – Ruby – Havsmonstret (röst)